# Cattedrali in El Salvador
Questa è una lista delle cattedrali in El Salvador.

## Cattedrali cattoliche
| Cattedrale                                     | Arcidiocesi o Diocesi               | Località          | Dedicazione                       | Note |
| ---------------------------------------------- | ----------------------------------- | ----------------- | --------------------------------- | ---- |
| Cattedrale del Divino Salvatore del Mondo      | Arcidiocesi di San Salvador         | San Salvador      | Gesù                              |      |
| Cattedrale di San Giovanni Battista            | Diocesi di Chalatenango             | Chalatenango      | San Giovanni Battista             |      |
| Cattedrale di Nostra Signora Regina della Pace | Diocesi di San Miguel (El Salvador) | San Miguel        | Vergine Maria                     |      |
| Cattedrale di San Vincenzo                     | Diocesi di San Vicente              | San Vicente       | Vincenzo di SaragozzaSan Vincenzo |      |
| Cattedrale di Nostra Signora                   | Diocesi di Santa Ana                | Santa Ana         | Vergine Maria                     |      |
| Cattedrale di San Giacomo apostolo             | Diocesi di Santiago de María        | Santiago de María | San Giacomo apostolo              |      |
| Cattedrale della Santissima Trinità            | Diocesi di Sonsonate                | Sonsonate         | Trinità                           |      |
| Cattedrale di Nostra Signora dei Poveri        | Diocesi di Zacatecoluca             | Zacatecoluca      | Vergine Maria                     |      |